# Mittlerer Rammert
Das Gebiet Mittlerer Rammert ist ein 2007 eingerichtetes und mit Verordnung vom 5. Februar 2010 durch das Ministerium für Ernährung und Ländlichen Raum festgelegtes Europäisches Vogelschutzgebiet (Schutzgebietskennung DE-7519-401) im baden-württembergischen Landkreis Tübingen in Deutschland.

## Lage
Das rund 2.750 Hektar (ha) große Vogelschutzgebiet „Mittlerer Rammert“ ist Teil des Rammerts, ein bis zu 590 m ü. NHN hoher, bewaldeter Höhenzug des Keuperberglandes im zentralen Baden-Württemberg, der zur naturräumlichen Haupteinheit Schönbuch und Glemswald im Schwäbischen Keuper-Lias-Land gehört. Es verteilt sich auf die je zwei Gemeinden und Städte
- Dußlingen – 133,12 ha = 4,84 %
- Ofterdingen – 231,34 ha = 8,42 %
- Rottenburg am Neckar – 2.305,45 ha = 83,85 %
- Tübingen – 79,64 ha = 2,89 %

## Beschreibung
Beschrieben wird das Gebiet „Mittlerer Rammert“ als Landschaft mit „Streuobstwiesen und Kleingartenanlagen, naturnahen Eichen-Buchenwäldern, Tannen-Fichten-Kiefernbeständen, naturfernen Nadelholzforsten sowie naturnahen Bachtälern“.

### Bedeutung
Das Gebiet mit Streuobstwiesen und aus historischen Weinbergen entwickelten, siedlungsnahen Halbtrockenrasen, zahlreichen vorhandenen Kleindenkmalen, mit historischen Abbaustellen der Stubensandsteinplatte, Mergelhängen und unterirdischen Fledermaushöhlen ist eines der bedeutendsten Brutvorkommen von Grauspecht und Hohltaube in Baden-Württemberg.

### Lebensraumklassen
|                                                        |                                                        |  |      |      |
| Nichtwaldgebiete mit hölzernen Pflanzen, Gestrüpp usw. | Nichtwaldgebiete mit hölzernen Pflanzen, Gestrüpp usw. |  | 9 %  | 9 %  |
| Mischwald                                              | Mischwald                                              |  | 77 % | 77 % |
| Nadelwald                                              | Nadelwald                                              |  | 5 %  | 5 %  |
| Feuchtes und mesophiles Grünland                       | Feuchtes und mesophiles Grünland                       |  | 1 %  | 1 %  |
| Melioriertes Grünland                                  | Melioriertes Grünland                                  |  | 5 %  | 5 %  |
| Anderes Ackerland                                      | Anderes Ackerland                                      |  | 3 %  | 3 %  |
|                                                        |                                                        |  |      |      |

## Schutzzweck
Die gebietsbezogenen Erhaltungsziele sind je nach Art unterschiedlich beschrieben:

### Brutvögel
Brutvogelarten, die im Anhang I der Vogelschutzrichtlinie aufgelistet und für die in ganz Europa besondere Maßnahmen anzuwenden sind. In diese Kategorie fallen in Baden-Württemberg insgesamt 39, im Schutzgebiet „Mittlerer Rammert“ zehn Arten.

#### Eisvogel(Alcedo atthis)

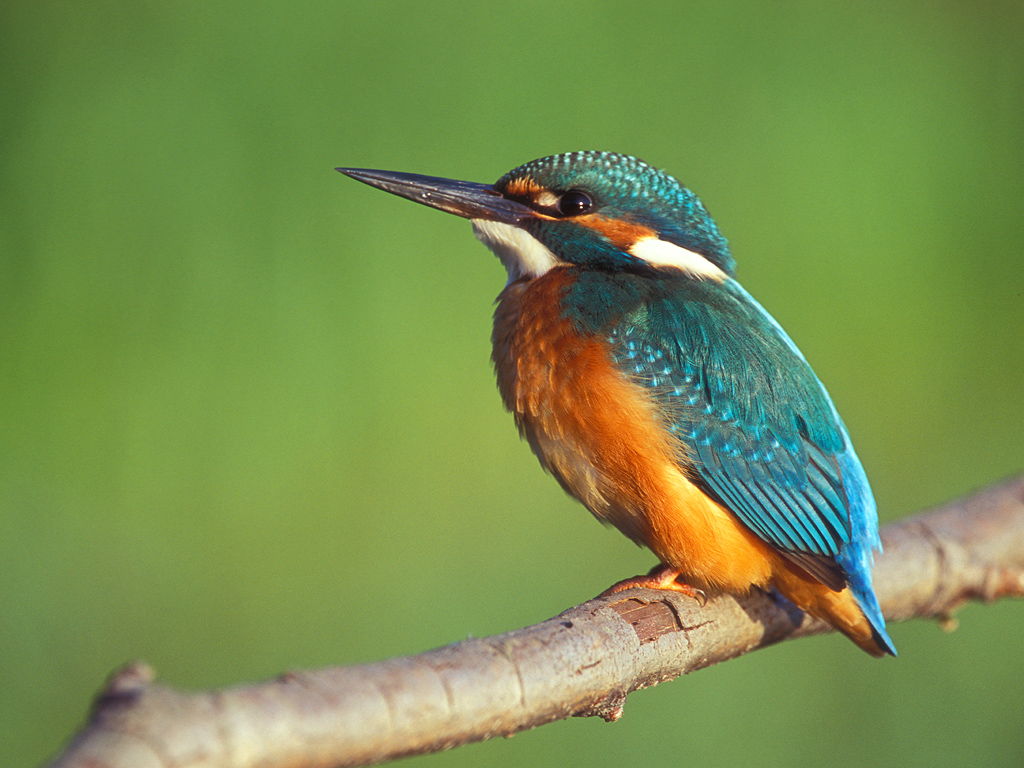
Eisvogel

Erhaltung der naturnahen Gewässer, von Steilwänden und Abbruchkanten aus grabbarem Substrat in Gewässernähe, von für die Brutröhrenanlage geeigneten Wurzeltellern umgestürzter Bäume in Gewässernähe, von Strukturen, die als Ansitz für die Jagd genutzt werden können wie starke Ufergehölze mit über das Gewässer hängenden Ästen, Erhaltung einer Wasserqualität, die gute Sichtbedingungen für den Beutefang gewährleistet, einer Gewässerdynamik, die die Neubildung von zur Nestanlage geeigneten Uferabbrüchen ermöglicht, Erhaltung von Sekundärlebensräumen wie aufgelassene Abbaustätten mit Gewässern und Steilufern, des Nahrungsangebots mit Kleinfischarten und Jungfischaufkommen sowie Erhaltung störungsfreier oder zumindest störungsarmer Fortpflanzungsstätten während der Fortpflanzungszeit vom 15. Februar bis zum 15. September.

#### Grauspecht(Picus canus)

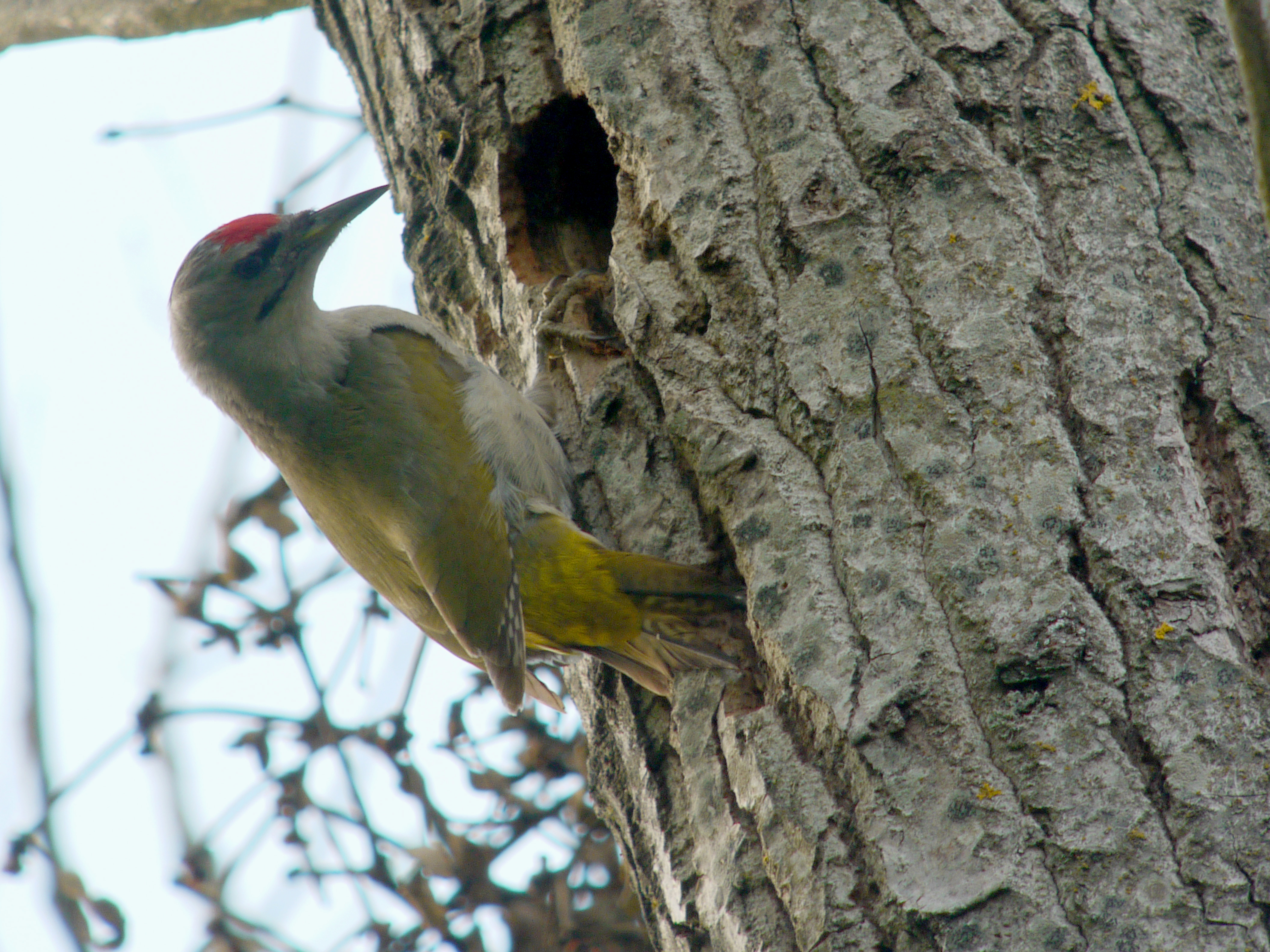
Grauspecht

Erhaltung von reich strukturierten lichten Laub- und Laubmischwäldern mit Offenflächen zur Nahrungsaufnahme, von Auenwäldern, von extensiv bewirtschafteten Streuobstwiesen, Erhaltung der Magerrasen, mageren Mähwiesen oder Viehweiden, Erhaltung von Randstreifen, Rainen, Böschungen und gesäumten gestuften Waldrändern, von Altbäumen und Altholzinseln, von Totholz, insbesondere von stehendem Totholz, Erhaltung der Bäume mit Großhöhlen sowie des Nahrungsangebots.

#### Halsbandschnäpper(Ficedula albicollis)

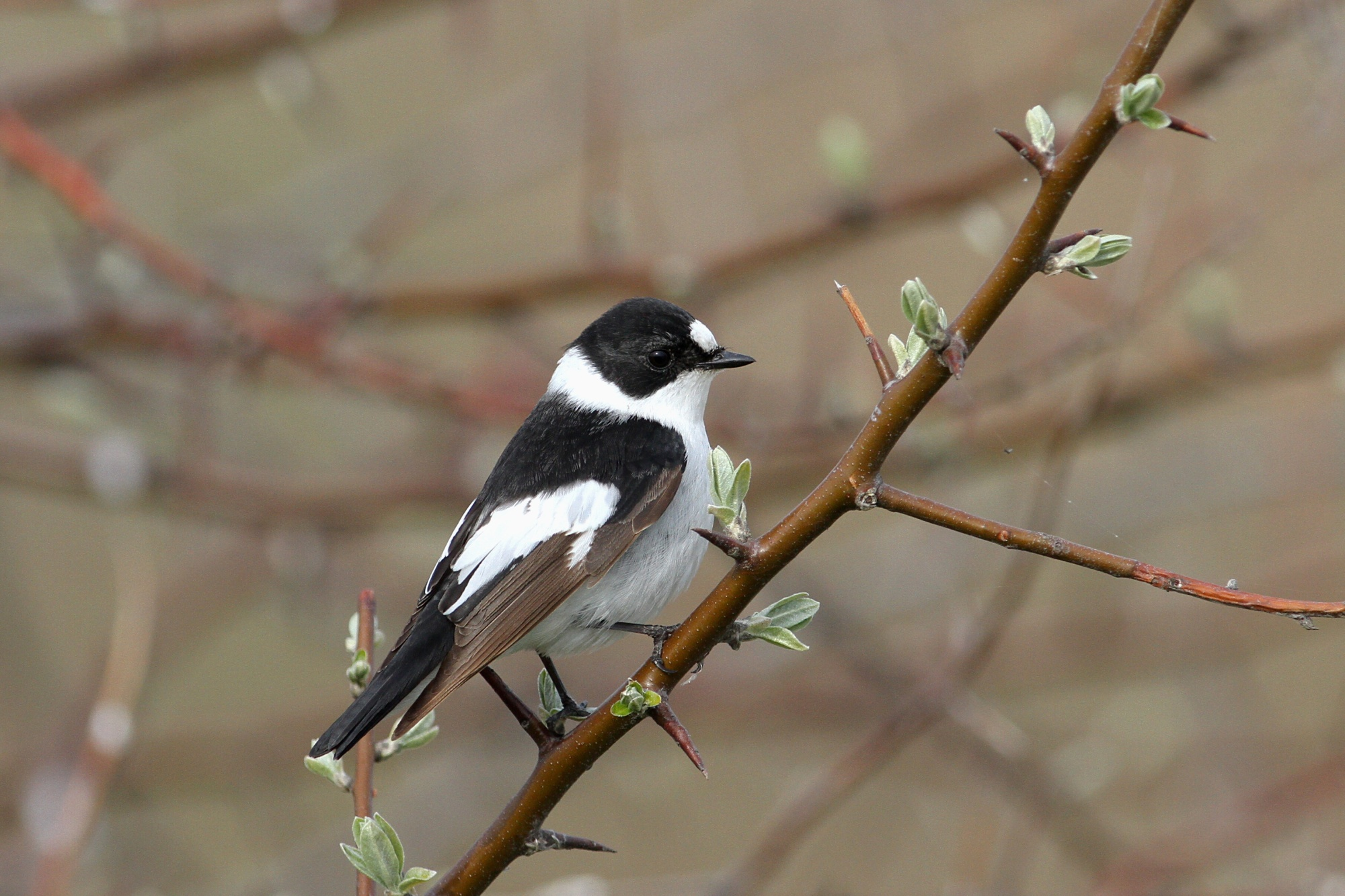
Halsbandschnäpper

Erhaltung von extensiv bewirtschafteten Streuobstwiesen mit hohem Kernobstanteil, von lichten Laub- und Auenwäldern, von Altbäumen und Altholzinseln, von Bäumen mit Höhlen sowie die Erhaltung des Nahrungsangebots, insbesondere mit Insekten.

#### Haselhuhn(Tetrastes bonasia)

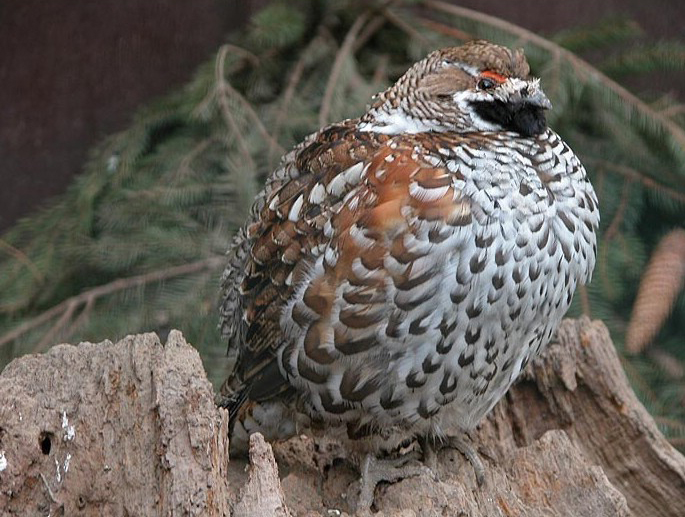
Haselhuhn

Erhaltung von strukturreichen mehrschichtigen Wäldern, die junge Stadien der Waldsukzession mit Weich- oder Pionierlaubhölzern aufweisen, Erhaltung von Niederwaldsukzession, von bach- und wegebegleitenden Laubbaumbeständen als wichtiges Element von Biotopverbundachsen, Erhaltung von krautreichen Wegrandstrukturen, von Bestandeslücken mit Bodenvegetation, von einzelnen tief beasteten Nadelhölzern und kleineren Nadelholzdickungen, von Bodenaufschlüssen zur Aufnahme von Magensteinchen und zum Staubbaden, Erhaltung der Lebensräume ohne Gefahrenquellen wie Drahtzäune und Windkraftanlagen, Erhaltung der genetischen Ausstattung der angestammten Population, die an die hiesigen Lebensbedingungen angepasst ist, Erhaltung des Nahrungsangebots, insbesondere mit Blütenkätzchen, Laubbaumknospen, Kräutern, Gräsern und Beeren für Altvögel sowie Insekten für Jungvögel und die Erhaltung störungsfreier oder zumindest störungsarmer Fortpflanzungs- und Ruhestätten sowie Nahrungshabitate während der Zeiten besonderer Empfindlichkeit (15. März bis 15. Juli) und störungsfreier oder zumindest störungsarmer Rückzugsräume im Winter.

#### Mittelspecht(Dendrocopos medius)

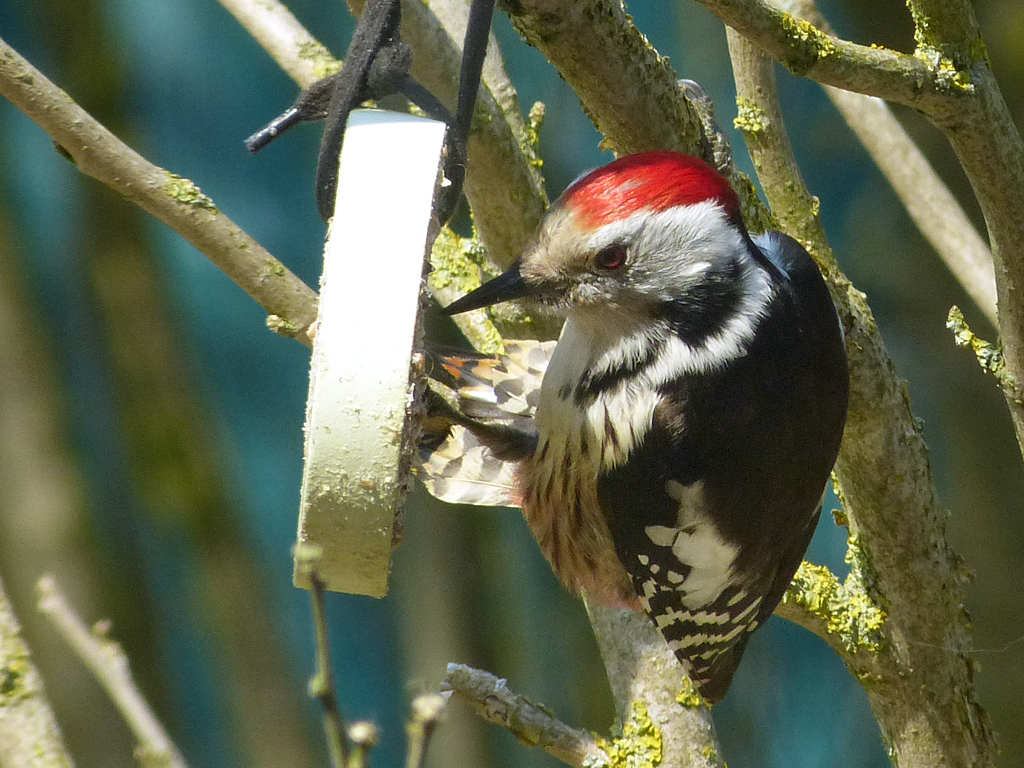
Mittelspecht

Erhaltung von Laub- und Laubmischwäldern, insbesondere mit Eichenanteilen, von Auen- und Erlenwäldern, von extensiv bewirtschafteten Streuobstwiesen, von Altbäumen und Altholzinseln, von stehendem Totholz sowie Bäumen mit Höhlen.

#### Neuntöter(Lanius collurio)
Erhaltung von extensiv bewirtschafteten Streuobst-, Grünland- und Heidegebieten, von Nieder- und Mittelhecken aus standortheimischen Arten, insbesondere dorn- oder stachelbewehrte Gehölze, Erhaltung der Streuwiesen und offenen Moorränder, Erhaltung von Einzelbäumen und Büschen in der offenen Landschaft, von Feldrainen, Graswegen, Ruderal-, Staudenfluren und Brachen, Acker- und Wiesenrandstreifen, von Sekundärlebensräumen wie aufgelassene Abbaustätten mit vorgenannten Lebensstätten sowie Erhaltung des Nahrungsangebots, insbesondere mit größeren Insekten.

#### Rotmilan(Milvus milvus)

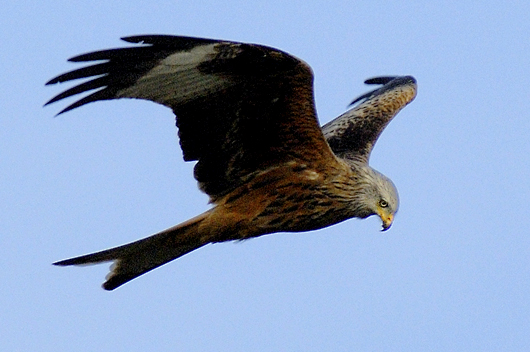
Rotmilan

Erhaltung von vielfältig strukturierten Kulturlandschaften mit lichten Waldbeständen, von Feldgehölzen, großen Einzelbäumen und Baumreihen in der offenen Landschaft, von Grünland, von Altholzinseln und alten, großkronigen Bäumen mit freier Anflugmöglichkeit, Erhaltung der Bäume mit Horsten, der Lebensräume ohne Gefahrenquellen wie nicht vogelsichere Freileitungen und Windkraftanlagen sowie die Erhaltung störungsfreier oder zumindest störungsarmer Fortpflanzungsstätten während der Fortpflanzungszeit vom 1. März bis zum 31. August.

#### Schwarzmilan(Milvus migrans)

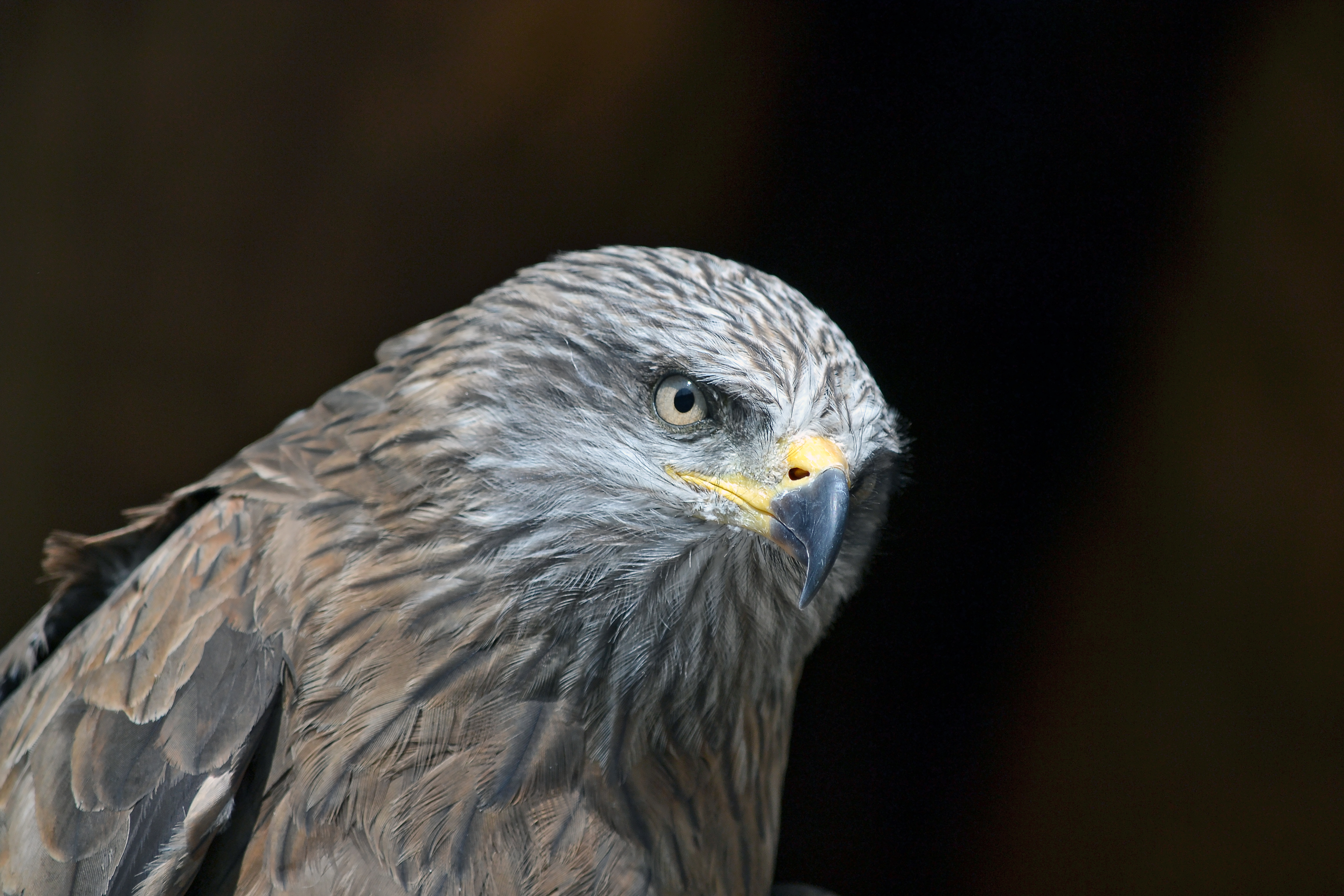
Schwarzmilan

Erhaltung von vielfältig strukturierten Kulturlandschaften, von lichten Waldbeständen, insbesondere Auenwäldern, von Feldgehölzen, großen Einzelbäumen und Baumreihen in der offenen Landschaft, Grünland, Altholzinseln und alten, großkronigen Bäumen mit freier Anflugmöglichkeit, insbesondere in Waldrandnähe, Erhaltung der naturnahen Fließ- und Stillgewässer, Erhaltung der Bäume mit Horsten, der Lebensräume ohne Gefahrenquellen wie nicht vogelsichere Freileitungen und Windkraftanlagen sowie Erhaltung störungsfreier oder zumindest störungsarmer Fortpflanzungsstätten während der Fortpflanzungszeit vom 1. März bis zum 15. August.

#### Schwarzspecht(Dryocopus martius)

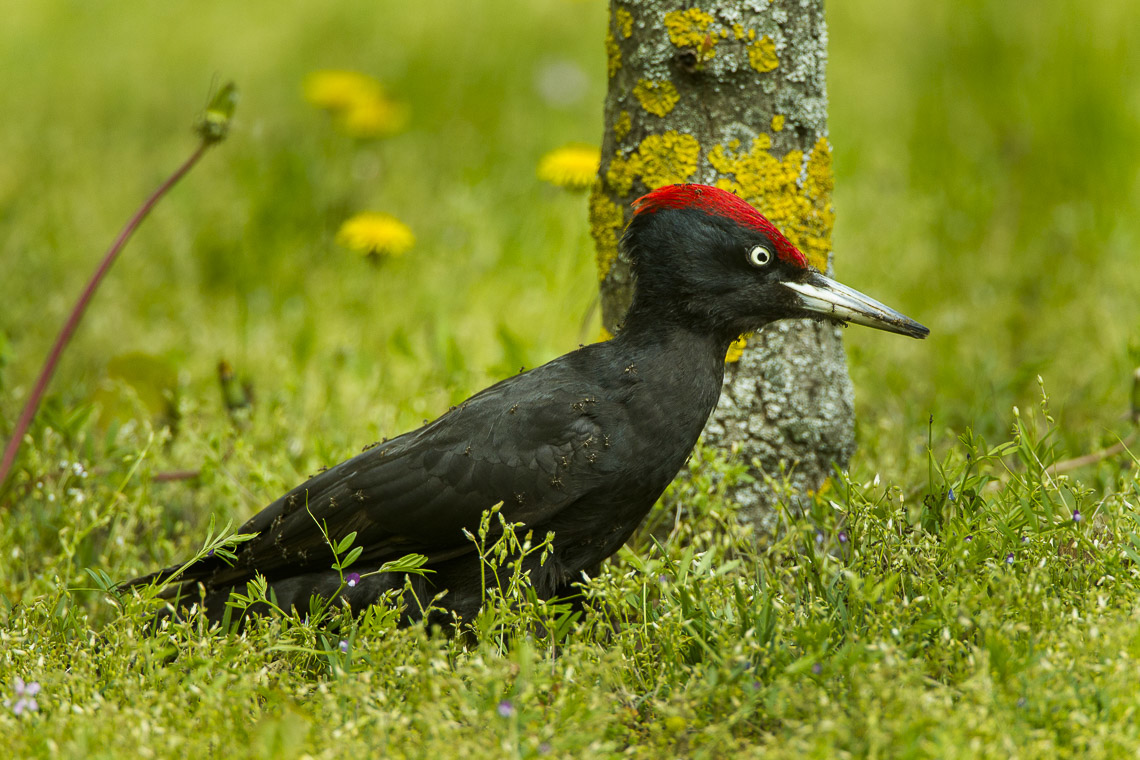
Schwarzspecht

Erhaltung von ausgedehnten Wäldern, Altbäumen und Altholzinseln, Totholz, Erhaltung der Bäume mit Großhöhlen sowie des Nahrungsangebots, insbesondere mit Ameisen.

#### Wespenbussard(Pernis apivorus)

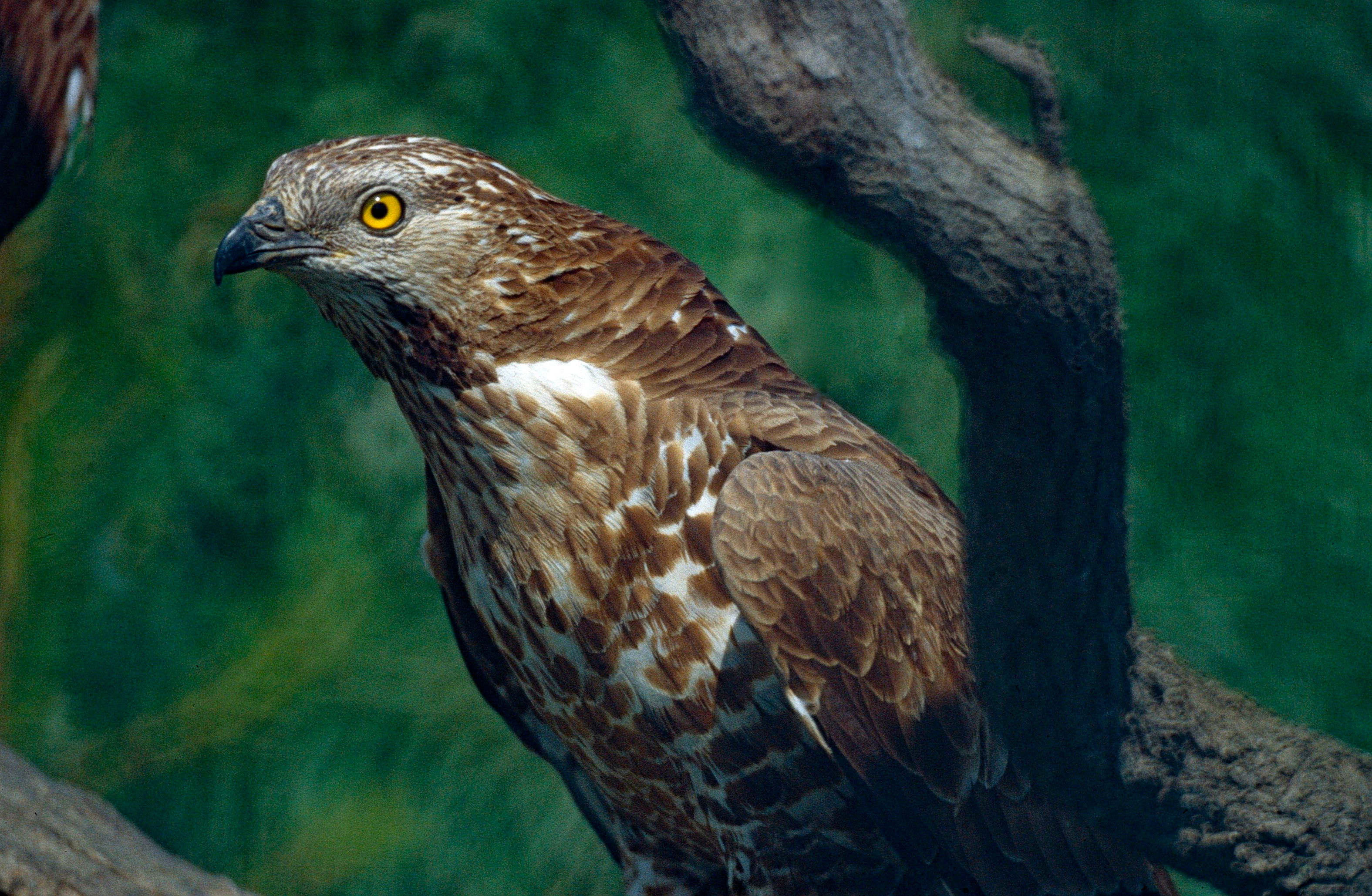
Wespenbussard

Erhaltung von vielfältig strukturierten Kulturlandschaften, lichten Laub- und Misch- sowie Kiefernwäldern, Feldgehölzen, extensiv genutztem Grünland, Altholzinseln und alten, großkronigen Bäumen mit freier Anflugmöglichkeit, Erhaltung der Magerrasen, Bäumen mit Horsten, Erhaltung des Nahrungsangebots, insbesondere mit Staaten bildenden Wespen und Hummeln sowie Erhaltung störungsfreier oder zumindest störungsarmer Fortpflanzungsstätten während der Fortpflanzungszeit vom 1. Mai bis zum 31. August.

### Zugvögel
Weitere, nicht in Anhang I aufgelistete Zugvogelarten, die im Land brüten und für die Schutzgebiete ausgewählt wurden. In diese Kategorie fallen in Baden-Württemberg insgesamt 36, im Schutzgebiet „Mittlerer Rammert“ sieben Arten.

#### Baumfalke(Falco subbuteo)

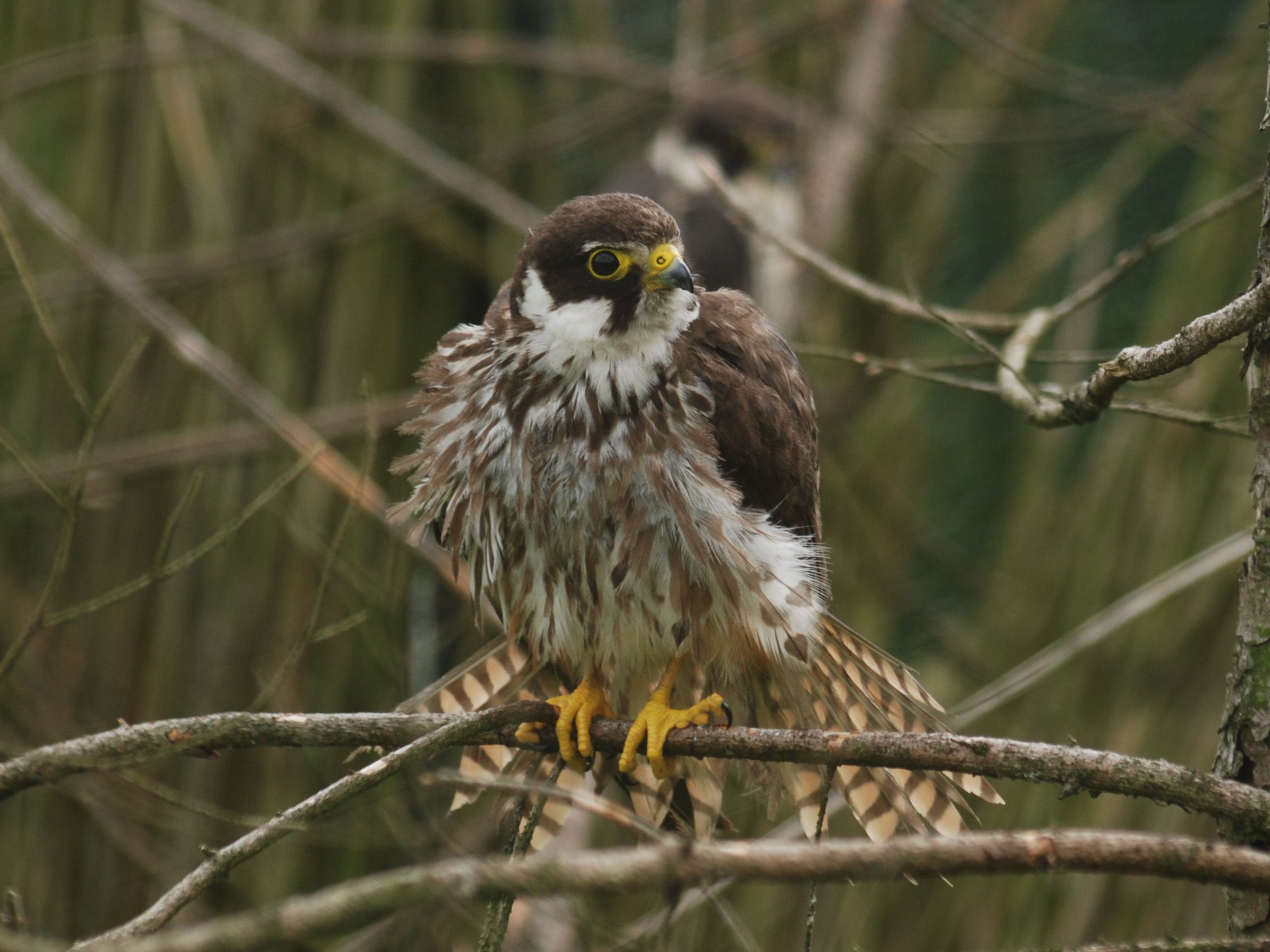
Baumfalke

Erhaltung von lichten Wäldern mit angrenzenden offenen Landschaften, von Altbäumen und Altholzinseln, von Überhältern, von Feldgehölzen oder Baumgruppen in Feldfluren oder entlang von Gewässern, von extensiv genutztem Grünland, von Gewässern mit strukturreichen Uferbereichen und Verlandungszonen, von Nistgelegenheiten wie Krähennester, des Nahrungsangebots, insbesondere mit Kleinvögeln und Großinsekten sowie störungsfreier oder zumindest störungsarmer Fortpflanzungsstätten während der Fortpflanzungszeit vom 15. April bis zum 15. September.

#### Berglaubsänger(Phylloscopus bonelli)

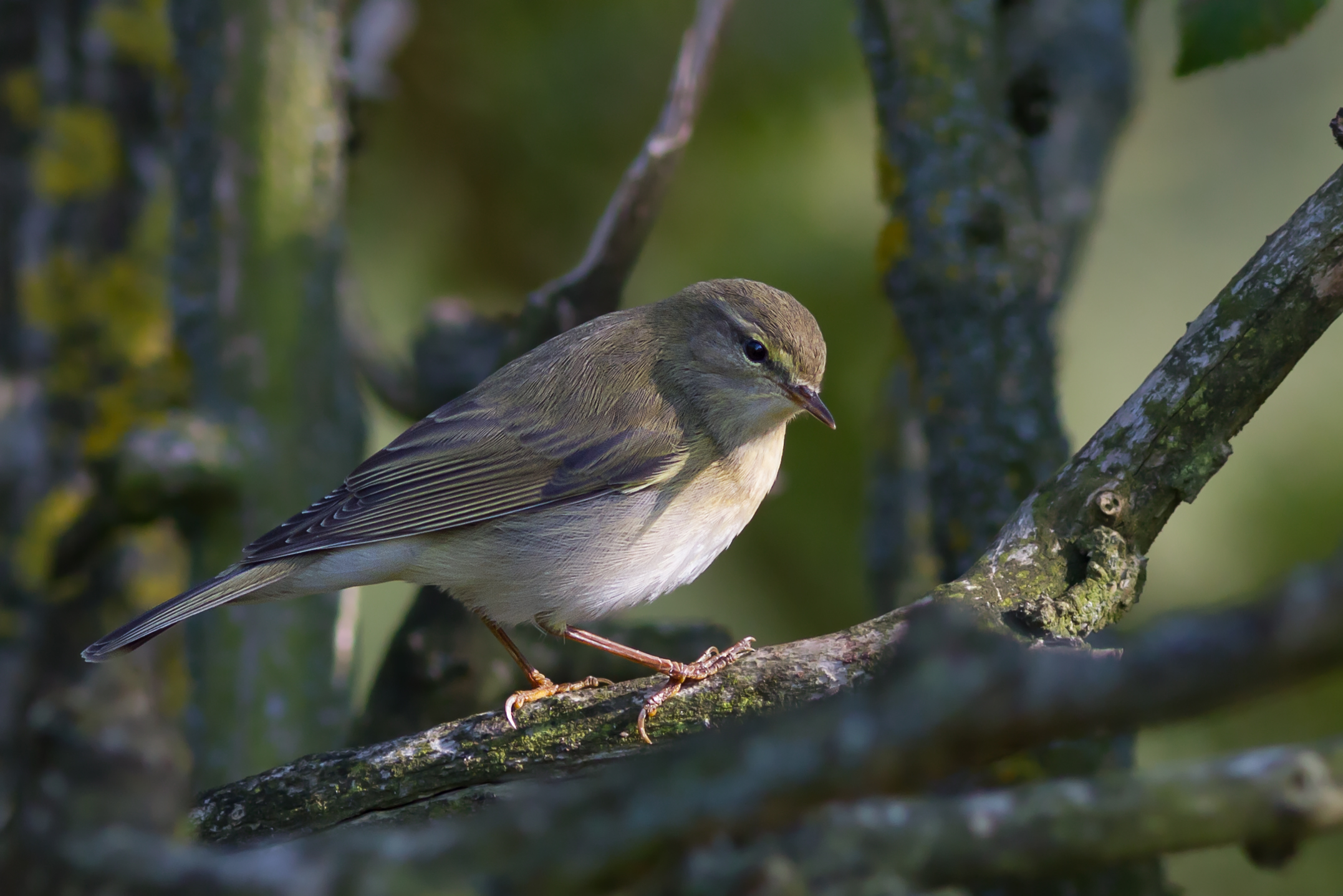
Berglaubsänger

Erhaltung von lichten, stufig aufgebauten Waldbeständen an warmen, südexponierten, steil abfallenden Hängen mit Felspartien sowie Steinschutthalden oder Erosionsstellen mit spärlicher Strauchschicht und reichlicher Krautschicht, der Steppenheidegebiete mit spärlichem Baumbestand, wechselnder Strauchschicht und geschlossener Kurzrasendecke sowie störungsfreier oder zumindest störungsarmer Fortpflanzungsstätten während der Fortpflanzungszeit zwischen dem 15. April und dem 15. August.

#### Braunkehlchen(Saxicola rubetra)

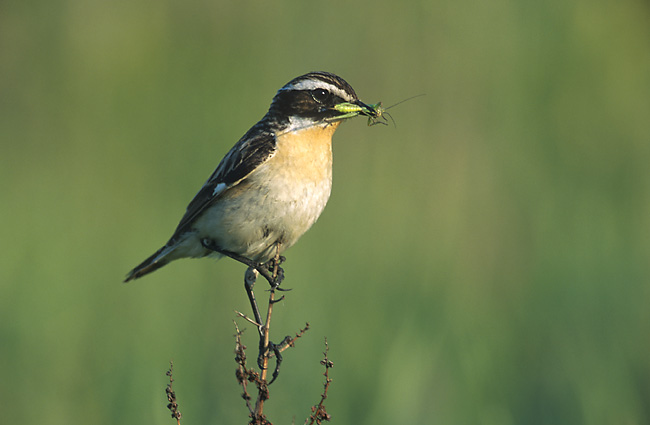
Braunkehlchen

Erhaltung von überwiegend spät gemähten extensiv bewirtschafteten Grünlandkomplexen, von Großseggenrieden, Mooren und Heiden, von Saumstreifen wie Weg- und Feldraine sowie Rand-, Altgrasstreifen, Brachen und gehölzfreien Böschungen, von vereinzelten Büschen, Hochstauden, Steinhaufen und anderen als Jagd-, Sitz- und Singwarten geeigneten Strukturen, von Sekundärlebensräumen wie aufgelassene Abbaustätten mit vorgenannten Lebensstätten, des Nahrungsangebots sowie störungsfreier oder zumindest störungsarmer Fortpflanzungsstätten während der Fortpflanzungszeit vom 1. Mai bis zum 31. August.

#### Hohltaube(Columba oenas)

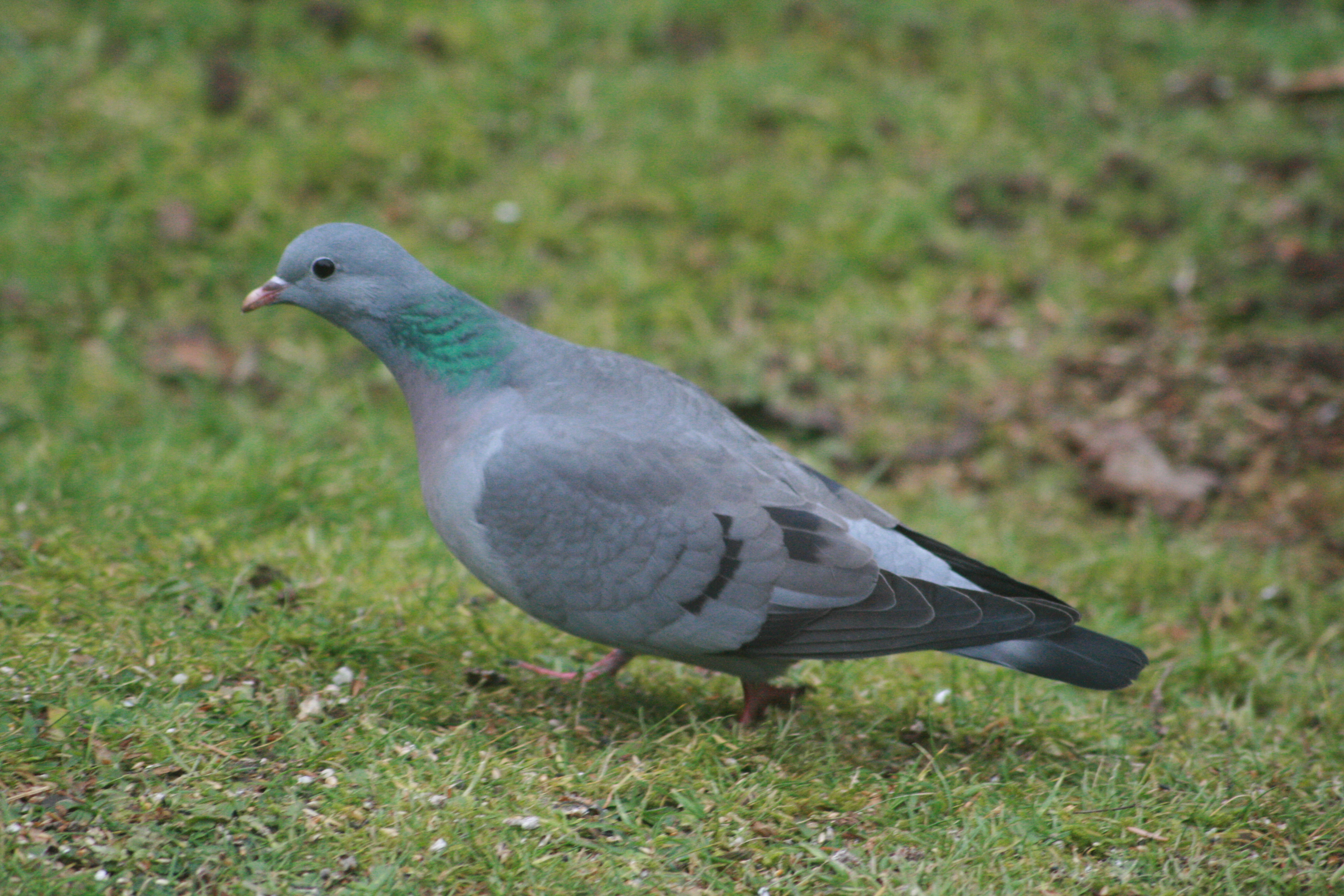
Hohltaube

Erhaltung von Laub- und Laubmischwäldern, von Altbäumen und Altholzinseln, von Bäumen mit Großhöhlen sowie Grünlandgebieten und extensiv genutzten Feldfluren mit Brachen, Ackerrandstreifen sowie wildkrautreichen Grassäumen.

#### Rotkopfwürger(Lanius senator)

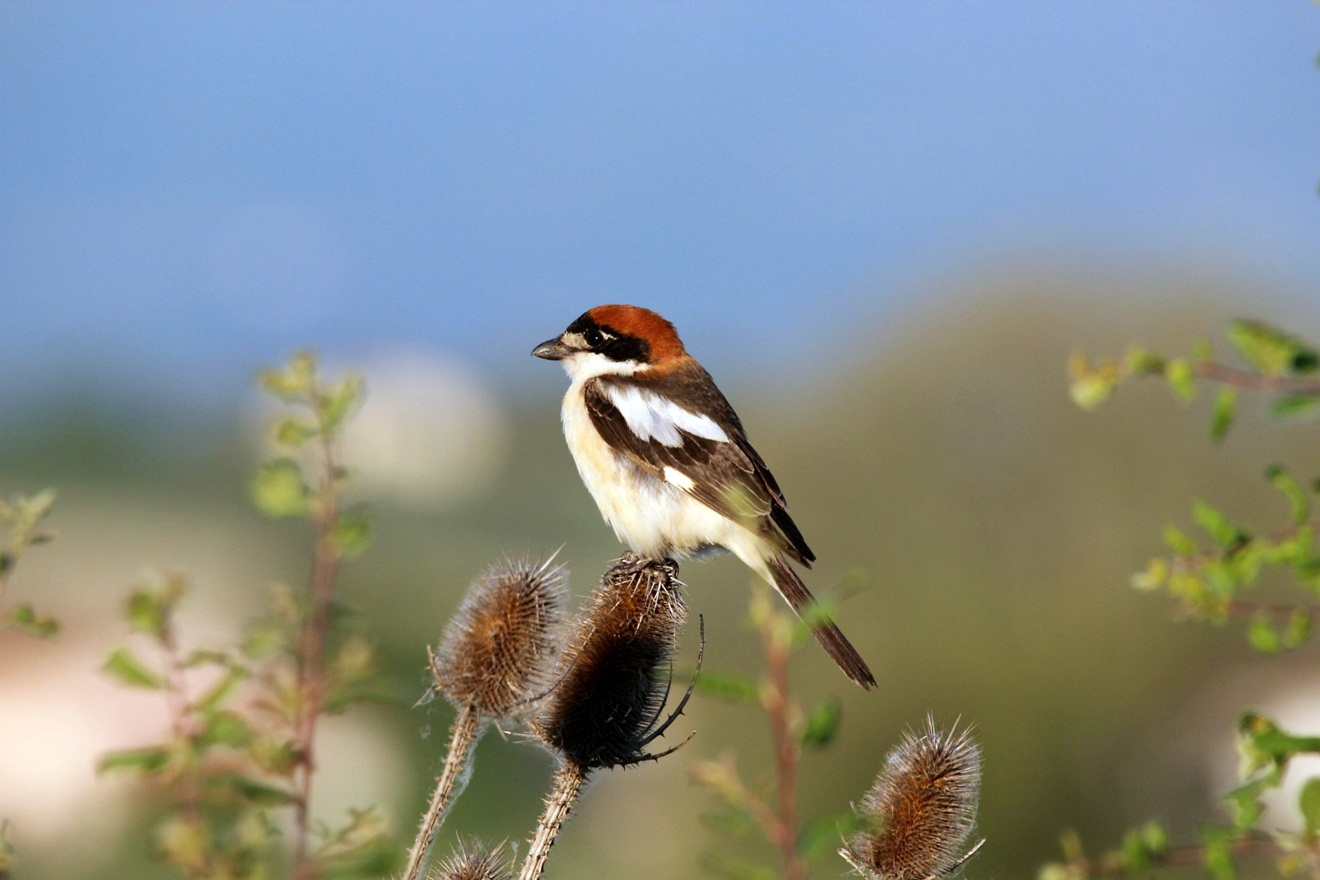
Rotkopfwürger

Erhaltung von extensiv bewirtschafteten Streuobstwiesen, insbesondere mit hohem Kernobstanteil, von Viehweiden, Hackfruchtfeldern, Gemüsegärten, unbefestigten Feldwegen, Wegrändern und in räumlich und zeitlichem Wechsel geschnittenen Wiesen im Anschluss an Streuobstwiesen, von magerem Grünland, von Totholz, Erhaltung des Nahrungsangebots, insbesondere mit Großinsekten sowie Erhaltung störungsfreier oder zumindest störungsarmer Fortpflanzungsstätten während der Fortpflanzungszeit 15. April bis zum 30. September.

#### Wendehals(Jynx torquilla)
Erhaltung von aufgelockerten Laub-, Misch- und Kiefernwäldern auf trockenen Standorten sowie Auenwäldern mit Lichtungen oder am Rande von Offenland, Erhaltung von extensiv bewirtschafteten Streuobstbeständen, Magerrasen, Heiden und Steinriegel-Hecken-Gebieten, von mageren Mähwiesen oder Viehweiden sowie Feldgehölzen, Erhaltung von zeitlich differenzierten Nutzungen im Grünland, von Altbäumen und Altholzinseln, von Bäumen mit Höhlen, Erhaltung von Randstreifen, Rainen, Böschungen und gesäumten gestuften Waldrändern sowie Erhaltung des Nahrungsangebots, insbesondere mit Wiesenameisen.

#### Zwergtaucher(Tachybaptus ruficollis)

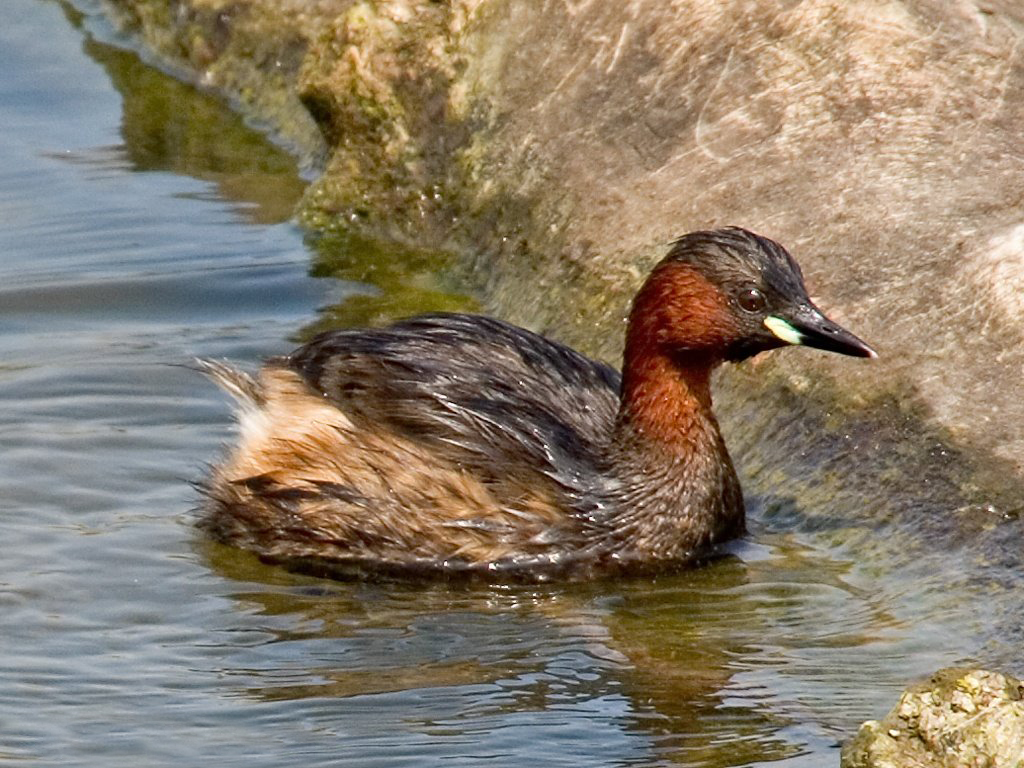
Zwergtaucher

Erhaltung der zumindest stellenweise deckungsreichen Stillgewässer, Feuchtwiesengräben, langsam fließenden Bäche und Wiesengräben, Verlandungszonen mit Röhrichten wie Schilf-, Rohrkolben-, Wasserschwaden- oder Rohrglanzgrasbestände, Erhaltung einer Wasserqualität, die gute Sichtbedingungen für den Beutefang gewährleistet, Erhaltung von Sekundärlebensräumen wie aufgelassene Torfstiche mit vorgenannten Lebensstätten sowie Erhaltung störungsfreier oder zumindest störungsarmer Fortpflanzungsstätten während der Fortpflanzungszeit (15. Februar bis 15. September).